# Qeqertarsuaq (Qaanaaq)
Qeqertarsuaq – opuszczona osada na północno-zachodnim wybrzeżu Grenlandii, w gminie Qaasuitsup. Znajduje się w pobliżu miejscowości Qaanaaq. W roku 2005 mieszkały w niej 2 osoby. Od roku 2006 jest wyludniona.